# Pierre Vallon
Pour les articles homonymes, voir Vallon.
Pierre Vallon, né le 10 novembre 1927 à Lyon et mort le 24 octobre 2016 à Taluyers, est un homme politique français, sénateur du Rhône de 1974 à 1995. 

## Détail des fonctions et des mandats
Mandats parlementaires
- 27 août 1974 - 25 septembre 1977 : sénateur du Rhône en remplacement de Léon Chambaretaud
- 25 septembre 1977 - 1er octobre 1995 : sénateur du Rhône (élu, puis réélu le 28 septembre 1986)